# Diaspora serbe en Albanie
 (août 2014).
Si vous disposez d'ouvrages ou d'articles de référence ou si vous connaissez des sites web de qualité traitant du thème abordé ici, merci de compléter l'article en donnant les références utiles à sa vérifiabilité et en les liant à la section « Notes et références ».
Les Serbes constituent une minorité ethnique en Albanie. Les chiffres varient fortement selon les sources en raison du caractère tendu des relations entre la Serbie et l'Albanie. Selon le dernier recensement des minorités nationales en Albanie (en 2000), il y avait environ 2 000 Serbes et Monténégrins dans le pays. Selon les ministères de l'Intérieur serbe et monténégrin, le chiffre est de près de 25 000. Les sources serbes estiment à 30 000 les personnes parlant le serbo-croate et étant de religion orthodoxe. Vraka, une ville au nord-est de Shkodër, est la principale ville en Albanie où vivent des Serbes et des Monténégrins.

## Historique
Habitant de la Roumélie ottoman du XVe au XVIIIe siècle, les Serbes d'Albanie n'ont jamais été assimilés par les musulmans et les albanophones[réf. nécessaire].
Lorsque les Serbes sont arrivés dans les Balkans, ils ont immédiatement établi des contacts avec les Albanais. Dans le nord de l'Albanie, en Malésie, la présence slave est connue et l'interpénétration entre les deux peuples a eu lieu. Cependant, la religion a créé une différenciation entre eux. Les clans serbes sont chrétiens orthodoxes et les clans albanais sont catholiques puis musulmans après l'occupation turque.
Les clans albanais de Hoti, Gruda sont reconnus comme étant des clans serbes devenus albanais ; ils sont présents dans le centre du Monténégro et le nord de Albanie[réf. nécessaire].
Après la libération des pays des Balkans de l'occupation ottomane, les Serbes du Monténégro et de Bosnie-Herzégovine ont commencé à peupler le Nord de l'Albanie.
Sous le régime communiste d'Enver Hodja, de 1945 à 1989, il était interdit de parler serbo-croate en Albanie ainsi que de porter un nom de famille ayant une terminaison en « ić »[réf. nécessaire].
Au cours des années 1990, en raison des guerres de Yougoslavie et de la guerre du Kosovo, de nombreux Serbes et Monténégrins sont retournés dans l'espace ex-Yougoslave[réf. nécessaire].